# Prestone

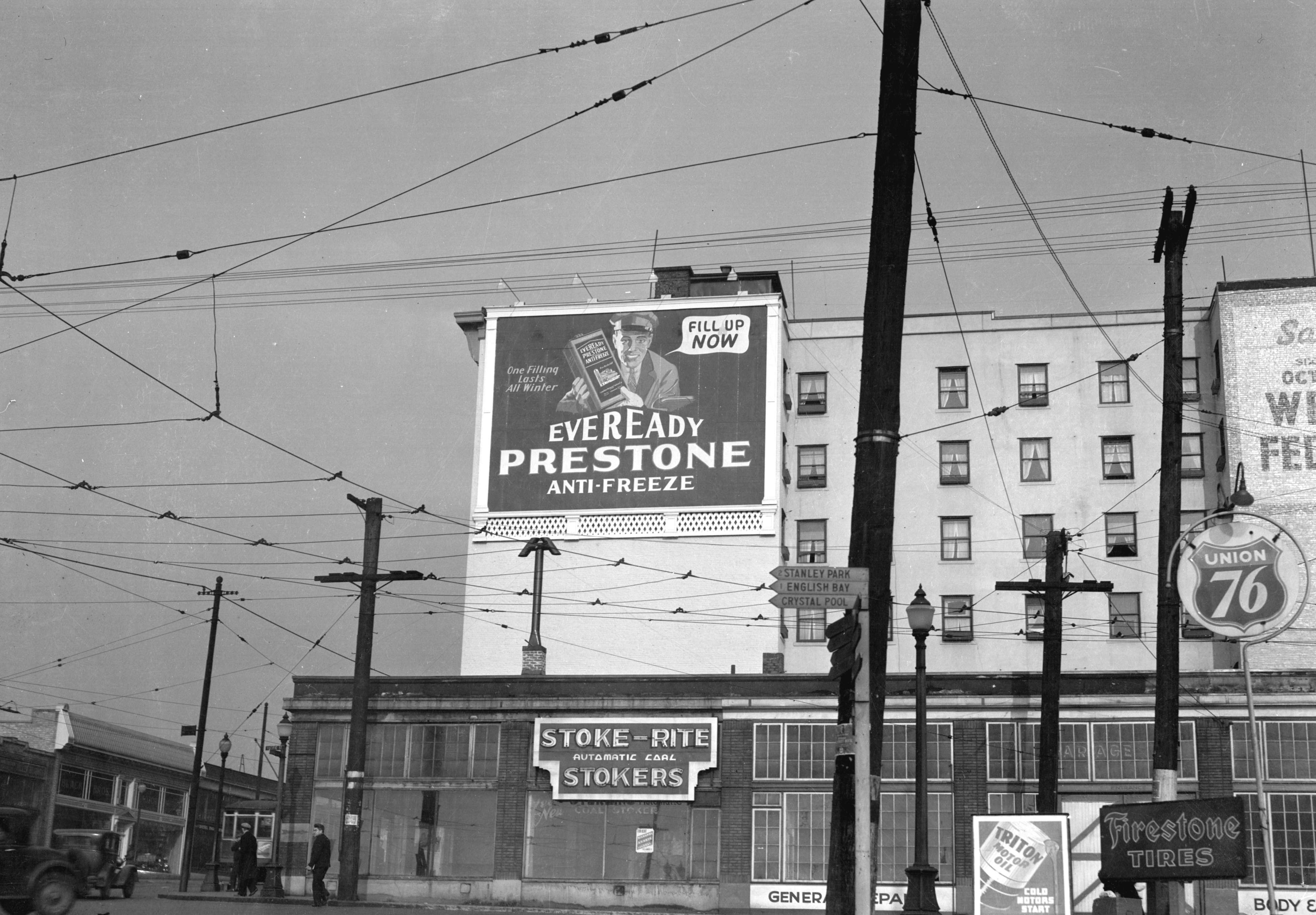
Cartellone pubblicitario della Prestone. Vancouver, 1932.

Prestone è un marchio registrato di proprietà della KIK Custom Products Inc., che designa, tra l'altro, un tipo d'antigelo.
Nel Québec, il termine è entrato nel linguaggio corrente per designare il fluido refrigerante utilizzato nei motori automobilistici.

## Storia
Originariamente, il Prestone era fabbricato dalla Union Carbide,che, nel 1986, raggruppò i suoi prodotti di consumo sotto il marchio First Brands. Nel 1997, il marchio fu acquistato dalla AlliedSignal (che divenne Honeywell nel  1999).
Nel 2011 Honeywell vendette la divisione dei prodotti di consumo, incluso Prestone, alla Rank Group Ltd di Graeme Hart per 950000000 $. Nell'aprile del 2016, la Prestone Products Corp è stata ceduta alla società di private-equity Centerbridge Partners per 230000000 $.